# Blepharita compitalis
Blepharita compitalis là một loài bướm đêm trong họ Noctuidae.